# Futa-bu!
Futa-bu! (ふた部！? lett. "Futa club") è una serie di OAV hentai pubblicati tra il 2014 e il 2015. Un manga, scritto e disegnato da Bosshi, autore della storia originale, è stato pubblicato nel 2014.

## Trama
Quattro ragazze futanari gestiscono un club scolastico dove si esercitano fra di loro in attività sessuali. Una ragazza comune, Akane, decide di unirsi al club.